# Torres de Albanchez
Torres de Albanchez is een gemeente in de Spaanse provincie Jaén in de regio Andalusië met een oppervlakte van 57,89 km². Torres de Albanchez telt 860 inwoners (1 januari 2016).

## Demografische ontwikkeling
Bron: INE, 1857-2011: volkstellingen